# 249 до н. е.

## Події
- Битва біля Дрепани
- зникла Лу (держава)

## Магістрати-епоніми
Римська республіка консули: Публій Клавдій Пульхр та Луцій Юній Пулл.